# Gamla posthuset, Hedemora
Gamla posthuset är en byggnad i kvarteret Terrassen, invid August Lindbergs plan i Hedemora, Dalarnas län. 

## Postkontoret samt telefon- och telegrafstationen
Huset uppfördes 1922–1923, och i september 1923 öppnade Posten sitt kontor på nedervåningen, efter att tidigare legat vid Stora torget. 1924 flyttade stadens telefon- och telegrafstation in på övervåningen. Tidigare inrymdes stationen i Hedemora stadshotell, och innan dess i stadsdelen Gussarvet.
Under 1930-talet delades posten ut två gånger dagligen under vardagar och en gång på söndagar. Postkontoret hade även öppet några timmar på söndagar under 1930- och 1940-talen. Personalstyrkan växte, och under 1940-talet uppgick den, inklusive brevbärarna, till ett trettiotal. Postens verksamhet i byggnaden upphörde 1954, när de istället flyttade in i Centrumhuset vid Myrtorget.
Telefon- och telegrafstationen sysselsatte ett sjuttiotal personer, medräknat telereparatörerna. När ett telegram anlände i telegramrummet, oftast till någon av stadens industrier, cyklade en av de anställda (enbart kvinnor) ut med det. På telefon- och telegrafstationen fanns ett utrymme kallat allmänhetens rum, med telefonhytter och en kassa för att betala telefonräkningar. Stationen kom att ersättas av en automatväxel 1962.

## Wienerkonditoriet
Även Wienerkonditoriet öppnade i huset 1923, med lokal i markplan och flera mindre serveringsrum i källarplanet. Under 1920-talet fanns en inbyggd uteservering vid konditoriet. 1935 förlades uteserveringen på andra sidan Åsgatan, där den var till mitten av 1960-talet – då den ökade trafiken medförde för stora risker för personalen. På 1960-talet var personalstyrkan 18 personer och konditoriet hade även en varubil med tre sträckor, där de sålde sina varor. En tradition bland många vasaloppsåkare var under 1960-talet att på vägen hem från Mora besöka konditoriet, som då höll öppet halva natten. 1991 flyttade Wienerkonditoriet till de nuvarande (2015) lokalerna på andra sidan Stationsgatan.

## Kooperativas Charkuteributik och Rolfs Livs

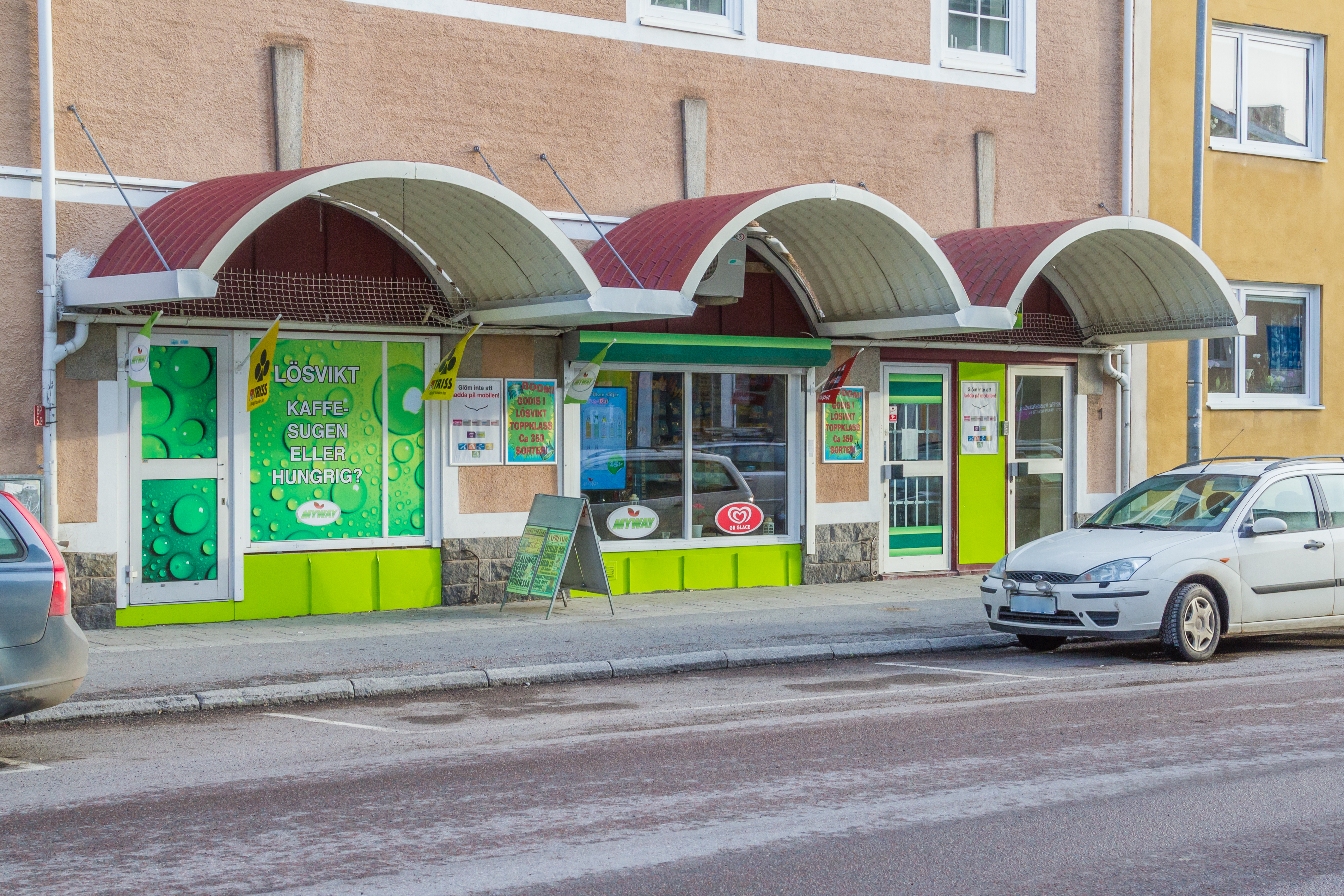
Lokalen för Kooperativas Charkuteributik, idag (2015) kiosk

1935 öppnade Kooperativas Charkuteributik, även kallad B 5, i huset och hade försäljning av charkvaror, mjölk och bröd till 1963, då de lade ner. Istället kom  Rolf Carlsson att öppna livsmedelsaffär 1964, tillsammans med sin mor Ragnhild Carlsson, charkbutikens tidigare föreståndare. Rolfs Livs, som senare flyttade till Postens gamla lokaler, blev känt för sin komplettering av ordinarie sortiment med internationella varor och stora förpackningar. Många kom långt bort ifrån för att exempelvis köpa ris på säck eller matolja på dunk. 1995 överlät så Carlsson verksamheten. Namnet kom att bli Matnära Terrassen, därefter Tempo. 1999 slog livsmedelsbutiken igen helt, och Naturhuset kunde flytta in. Idag (2015) ligger istället Skrinet i lokalen.

## Andra verksamheter
1931 flyttade fotograf Carl Elby in, som övertagit Thorvald Gehrmans verksamhet i slutet av 1920-talet. 1947 tog Sven Nilsson över och drev fotoateljén till 1960-talet. Andra affärsrörelser som har eller haft lokaler i huset inkluderar möbelaffär, kappaffär, herrfrisör, elbyrå, pizzeria och kiosk.